# Sandino, Cuba
Sandino là một đô thị và thành phố ở tỉnh Pinar del Río của Cuba.
Đô thị này nằm gần bờ biển, ngư nghiệp là ngành kinh tế chính. Đây cũng là cửa ngõ vào bán đảo Guanahacabibes, một khu dự trữ sinh quyển được UNESCO công nhận.

## Thông tin nhân khẩu
Năm 2004, đô thị Sandino có dân số 39.245 người. Diện tích là 1.718 km² (663,3 mi²), với mật độ dân số là 22,8người/km² (59,1người/sq mi).